# Forebyggelse af hjernerystelse
Forebyggelse af mild traumatisk hjerneskade involverer at tage sig forbehold mod traumatisk hjerneskade, såsom at bruge sikkerhedsseler og airbag i biler. Ældre mennesker anbefales at forsøge at undgå fald, eksempelvis ved at holde gulvene fri for rod, samt at bruge tynde, flade sko med hård sål, for ikke at påvirke balancen.
Uheldigvis er der ikke på nuværende tidspunkt (2025) ikke evidens for at brugen af hjelm eller beskyttelsesudstyr reducerer risikoen for sportsrelateret hjernerystelse.  Forbedringer i designet af beskyttende sportsudstyr såsom hjelme kan nedsætte antallet og grad af sådanne skader. Ny "Head Impact Telemetry System"-teknologi bruges i hjelme for at undersøge skademekanismer og potentielt for at hjælpe med at reducere risikoen for hjernerystelser hos amerikansk fodboldspillere. Ændringer i reglerne eller metoder hvorved reglerne håndhæves i sport, såsom dem mod "head-down tackling" eller "spearing", der er associeret med en højs skadesfrekvens, kan også forhindre hjernerystelse.